# Пјетро Пазинати
Пјеро Пазинати, рођен Пјетро Пазинати (21. јул 1910 – 15. новембар 2000) био је италијански фудбалер и тренер, који је играо на позицији нападача.

## Каријера
Пазинати је рођен у Трсту. Током своје клупске каријере, играо је за италијанске тимове Тријестина (1927–1939 и 1941–1946), Милан (1939–40), Новару (1940–41), Кремонезе у Серији Б (1946–48) и Сан Ђовани Трст, у трећој лиги (1948–49). Са Тријестином је одиграо 256 утакмица Серије А.

## Репрезентација
Са Италијом, Пазинати је одиграо 11 утакмица између 1936. и 1938. године, постигавши 1 гол, што је био његов једини наступ на победоносном Светском првенству у фудбалу 1938. године, у утакмици првог кола против Норвешке.

## Тренерска каријера
Након пензионисања, Пазинати је тренирао Понцијану, Самбенедетезе, Салернитану, Трстину, Катанцаро и Емполи.